# World Urban Forum
Il World Urban Forum (WUF) è la prima conferenza mondiale sulle questioni urbane. È stato istituito nel 2001 dalle Nazioni Unite per esaminare uno dei problemi più urgenti che il mondo deve affrontare oggi: urbanizzazione rapida e il suo impatto su comunità, città, economie, cambiamenti climatici e politiche.
Il World Urban Forum è organizzato e gestito dal Programma delle Nazioni Unite per gli insediamenti umani.
Il primo World Urban Forum si è svolto a Nairobi, in Kenya, nel 2002 e si è tenuto in tutto il mondo da allora, l'ultima volta a Kuala Lumpur, in Malaysia, nel febbraio 2018.
Il prossimo World Urban Forum si terrà ad Abu Dhabi, negli Emirati Arabi Uniti nel 2020.
Il World Urban Forum ha i seguenti obiettivi:
- Aumentare la consapevolezza dell'urbanizzazione sostenibile tra gli stakeholdere i collegi elettorali, compreso il pubblico in generale;
- Migliorare la conoscenza collettiva dello sviluppo urbano sostenibile attraverso dibattiti aperti e inclusivi, condivisione delle lezioni apprese e scambio di pratiche migliori e buone politiche; e
- Aumentare il coordinamento e la cooperazione tra i diversi stakeholder e i collegi elettorali per il progresso e l'attuazione dell'urbanizzazione sostenibile.

## Cronologia
- World Urban Forum I (WUF 1), Nairobi, Kenya, 2002[1]
- World Urban Forum II (WUF 2), Barcellona, Spagna, 13–17 settembre 2004[2]
- World Urban Forum III (WUF 3), Vancouver, Canada, 19–23 giugno 2006[3]
- World Urban Forum IV (WUF 4), Nanjing, Cina, 2008[4]
- World Urban Forum V (WUF 5), Rio de Janeiro, Brasile, 22–26 marzo 2010[5]
- World Urban Forum VI (WUF 6), Napoli, Italia, 1–7 settembre 2012[6]
- World Urban Forum VII (WUF 7), Medellín, Colombia, aprile 2014[1]
- World Urban Forum IX (WUF 9), Kuala Lumpur, Malaysia, febbraio 2018[1]
- World Urban Forum X  (WUF 10), Abu Dhabi,Emirati Arabi Uniti, 2020[1]
- World Urban Forum XI (WUF 11), Katowice, Polonia, 26–30 giugno 2022[1]
- World Urban Forum XII (WUF 12), Cairo, Egitto, 2024[7]
- World Urban Forum XIII (WUF 13), Baku, Azerbaigian, 2026[8]